# Москва (фольклорный центр)
Фольклорный центр «Москва» (до 2021 года — Московский культурный фольклорный центр под руководством Людмилы Рюминой) — учреждение театрального типа, подведомственное Департаменту культуры города Москвы. Расположено в историческом месте Москвы (Фили) на улице Барклая.

## История
Центр создан постановлением Правительства Москвы 9 февраля 1999 года. Основателем и первым художественным руководителем центра с 1999 по 2017 годы являлась Народная артистка РСФСР Людмила Георгиевна Рюмина (1949—2017). Новое здание открыто 22 декабря 2007 года.
В 2021 году Московский культурный фольклорный центр под руководством Л. Рюминой был объединён с Московским драматическим театром художественной публицистики и Центром русской культуры и искусства под управлением Владимира Девятова в Фольклорный центр «Москва».

## Архитектура здания

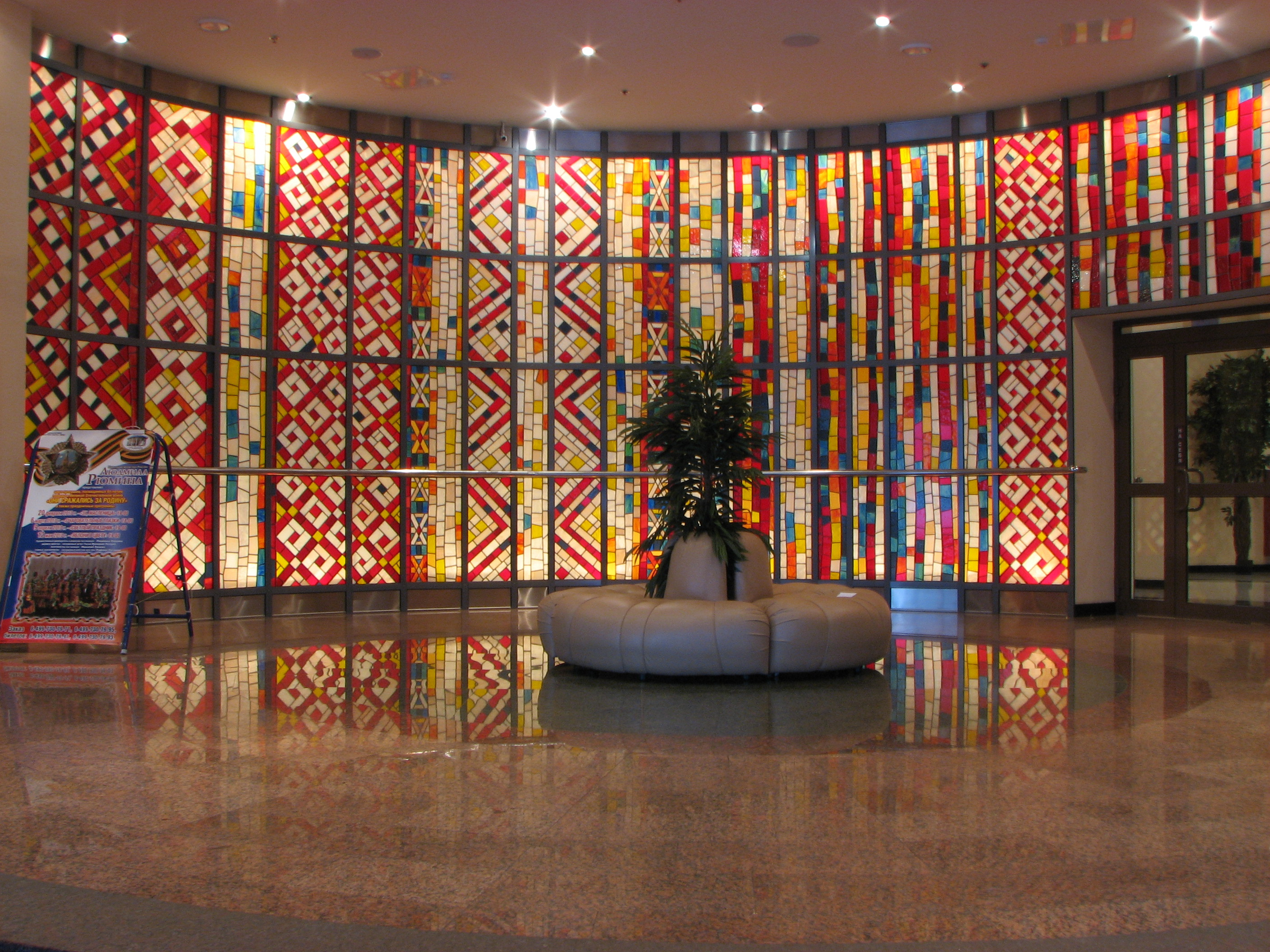
Малое фойе, витраж (центральный вход в здание)

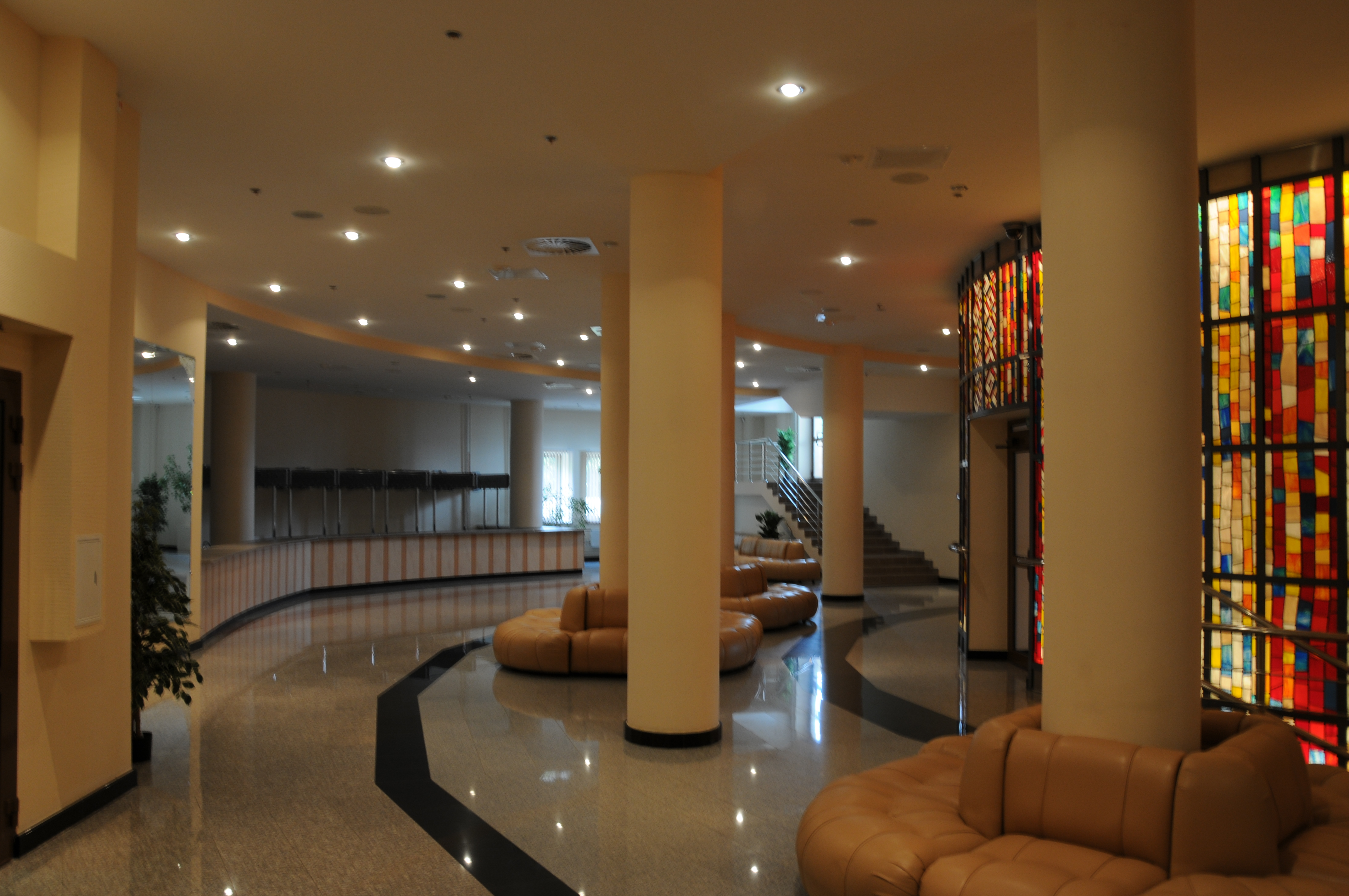
Большое фойе (первый этаж)

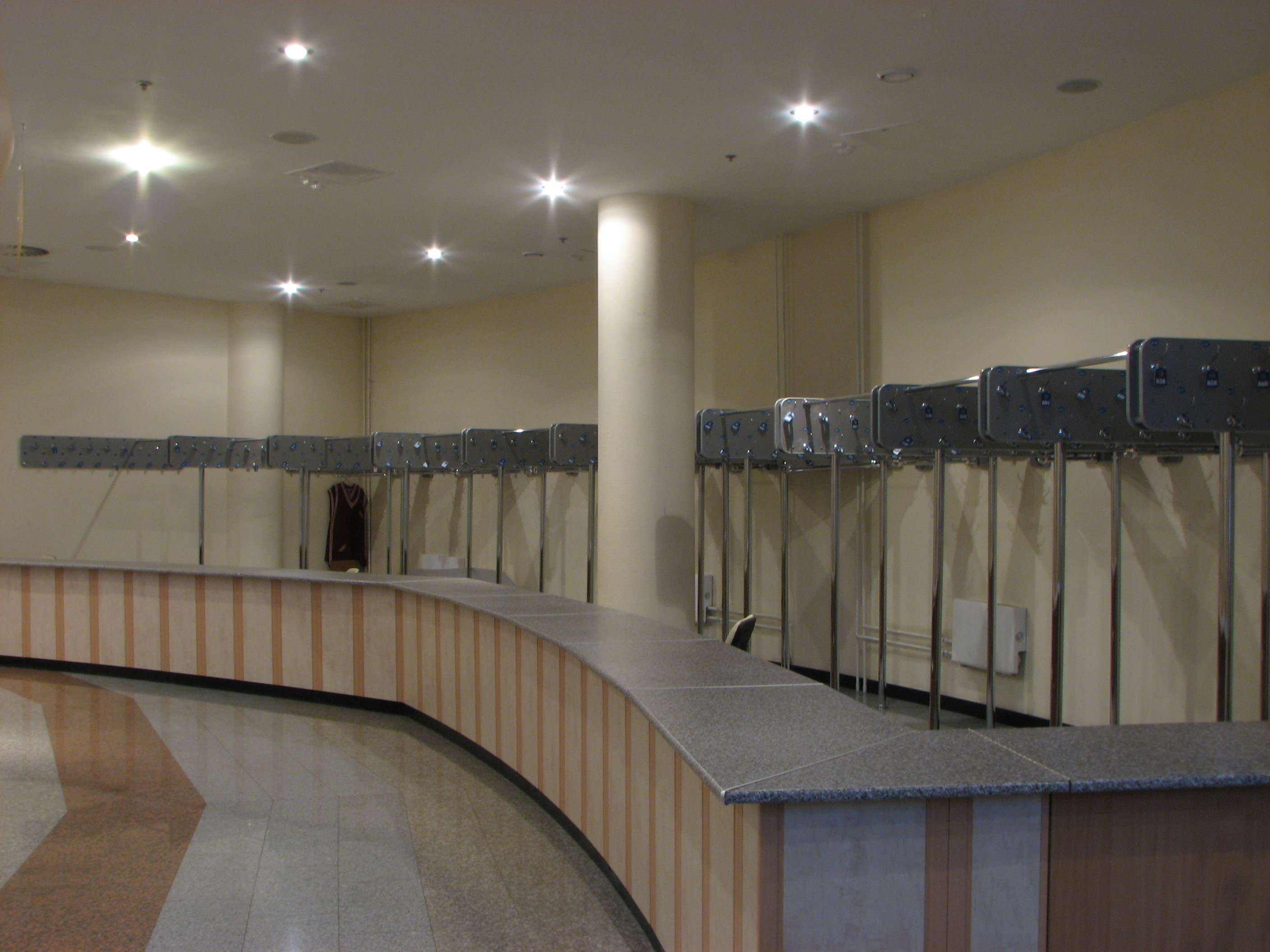
Гардероб вместимость 700 человек

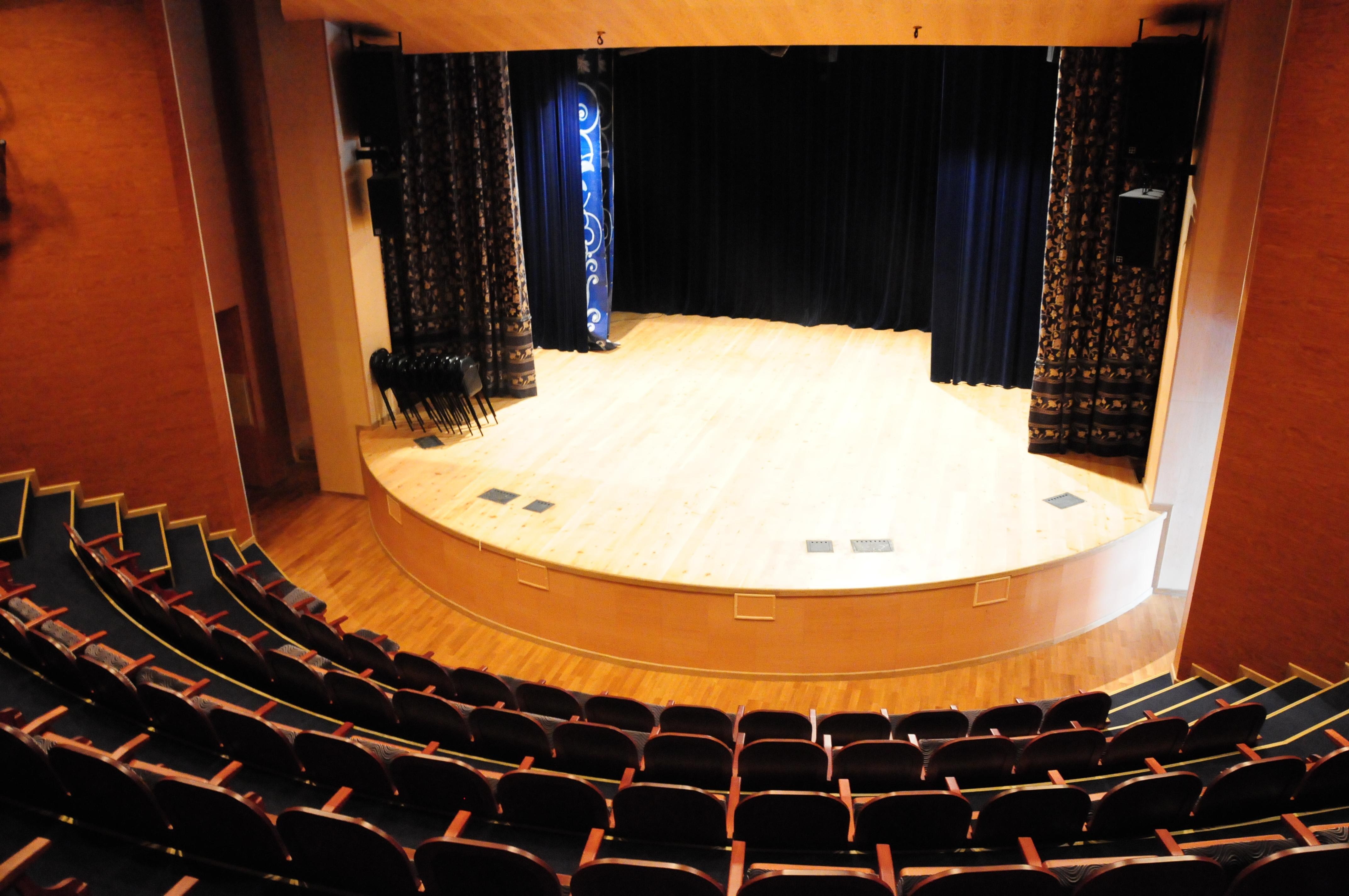
Малый зал вместимостью 123 человека

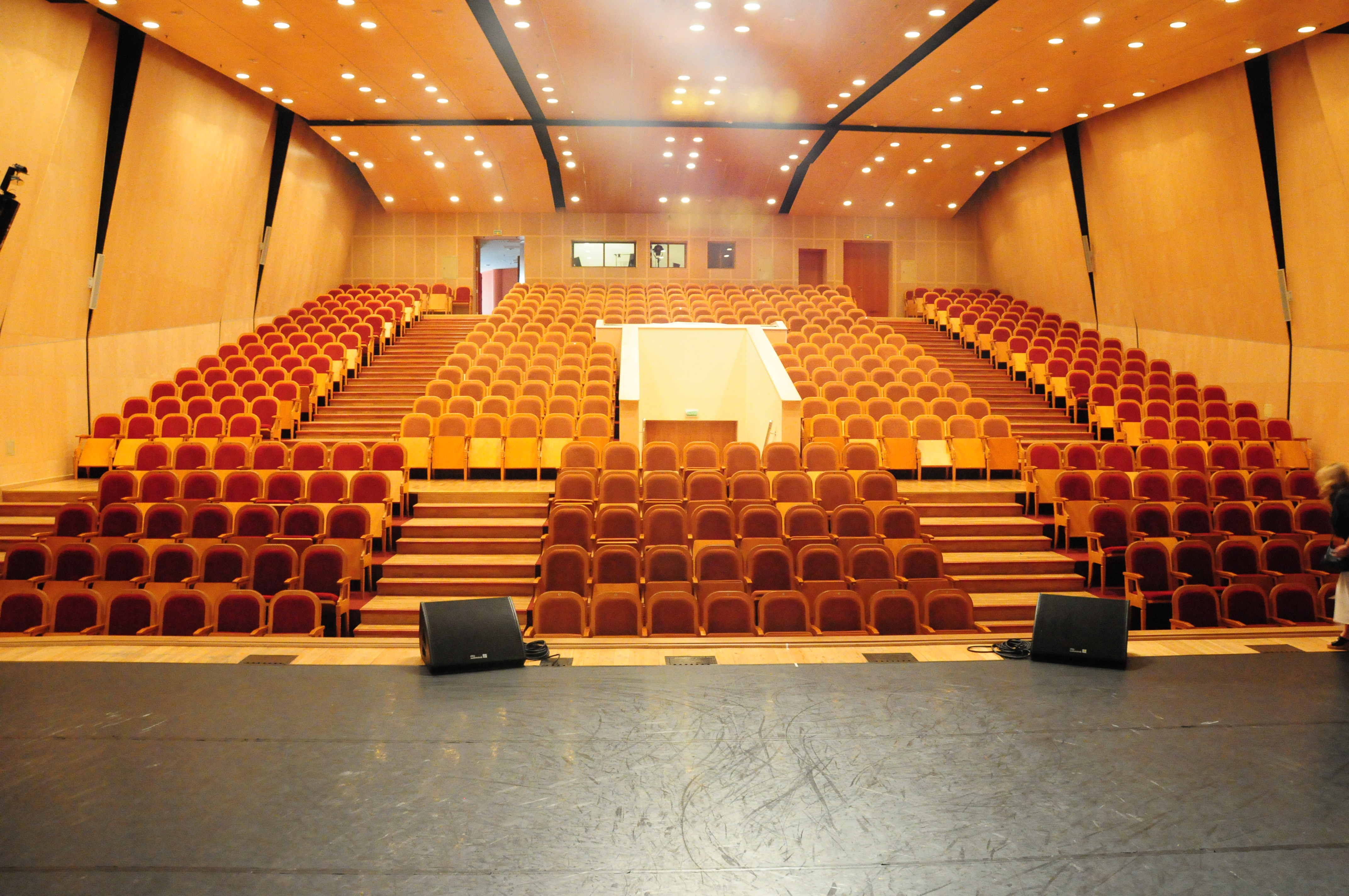
Большой зал вместимостью 518 человека

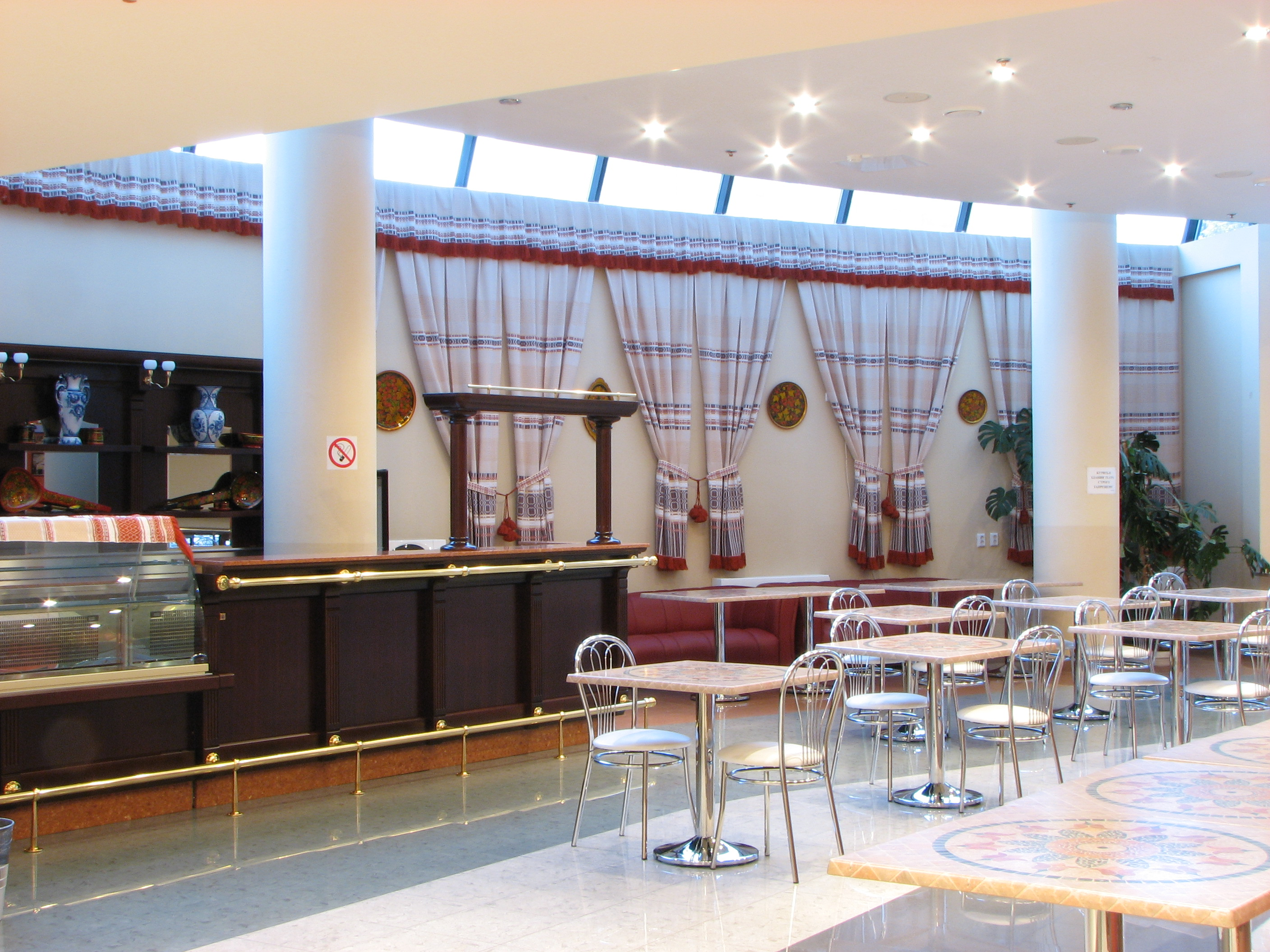
Буфет ГБУК г. Москвы "Фольклорный центр п/р Л. Рюминой" второй этаж

Центр создан на базе кинотеатра «Украина». Проект представляет собой комплексное решение фасадов и интерьеров зрительных залов и фойе с использованием современных материалов и конструкций. Интерьеры выполнены в едином стиле с фасадной частью культурного центра. Основной акцент решения фасадов — корона над главным входом в стиле «Русского кокошника». Яркая роспись короны, с включением золотой смальты, активно организующая пространство вокруг театра в дневное время; в ночное время дополняется динамической подсветкой главного фасада. Боковые фасады лаконичным спокойным решением дополняют главный фасад. Ядром композиции входной группы является классический витраж с подсветкой, выполненный с использованием элементов русского орнамента. Другие элементы интерьера (колонны, стены) — нейтральны по отношению к витражу.

### Большой зал
Представляет собой вытянутое помещение прямоугольной формы со зрительными местами, поднимающимися амфитеатром к задней стене. Длина зала от портальной рамы до задней стены 25.6 м; Ширина зала 20 м; Высота зала в нижней части 8 м; Высота зала у задней стены 3.8 м; Общее количество мест 518;
Большой зал относится к многоцелевым музыкальным залам, где наряду с фольклорными программами, со специфическими вокально-оркестровыми исполнениями, проводятся и разнообразные эстрадные шоу программы.

### Малый зал
Помещение сложной формы, со зрительской частью веерообразной формы. Задняя стена зала имеет цилиндрическую форму с радиусом 14 м. Длина зала по оси от края портальной рамы до задней стены 11 м. Ширина зала у сценического проёма 12 м. Ширина по задней стене 20 м. Высота зала у сцены 7 м. Высота по задней стене 4.6 м. Общее количество мест 123. Малый зал может использоваться в режиме «Живого звука».

## Деятельность
Фольклорный центр осуществляет работу, направленную на возрождение и развитие народного певческого, танцевального, музыкального и прикладного искусства на профессиональной основе, для развития национальной культуры, удовлетворении потребностей населения в сценическом искусстве, способствующем эстетическому и нравственному воспитанию (выдержка из Устава центра, утверждённого Приказом Департамента культуры города Москвы).

## Творческие коллективы

### Вокально-хореографический ансамбль «Русы»
В состав ансамбля входят: хореографическая группа, вокальная группа.
Главный балетмейстер — Николай Ерохин.

### Оркестр народных инструментов «Мастера России»
- Дирижёр оркестра — заслуженный артист России Валерий Петров

### Московский драматический театр художественной публицистики
Художественный руководитель — Е.Л. Живейнова.